# Akademia Śląska
Akademia Śląska (ang. Academy of Silesia) – uczelnia niepubliczna o profilu technicznym, artystycznym, medycznym oraz biznesowym istniejąca w Katowicach od 2003 roku.

## Historia
Akademia Śląska (dawniej Wyższa Szkoła Techniczna w Katowicach) została założona w 2003 roku przez Arkadiusza Hołdę i wpisana do Rejestru uczelni niepublicznych Ministra Nauki i Szkolnictwa Wyższego pod numerem 286. Akademia Śląska jest pierwszą na Śląsku niepubliczną wyższą uczelnią prowadzącą studia techniczno-artystyczne na Wydziale Architektury, Budownictwa i Sztuk Stosowanych, która kształci na kierunkach Architektura, Budownictwo, Mechatronika i Informatyka, Grafika, Architektura Wnętrz oraz Wzornictwo.

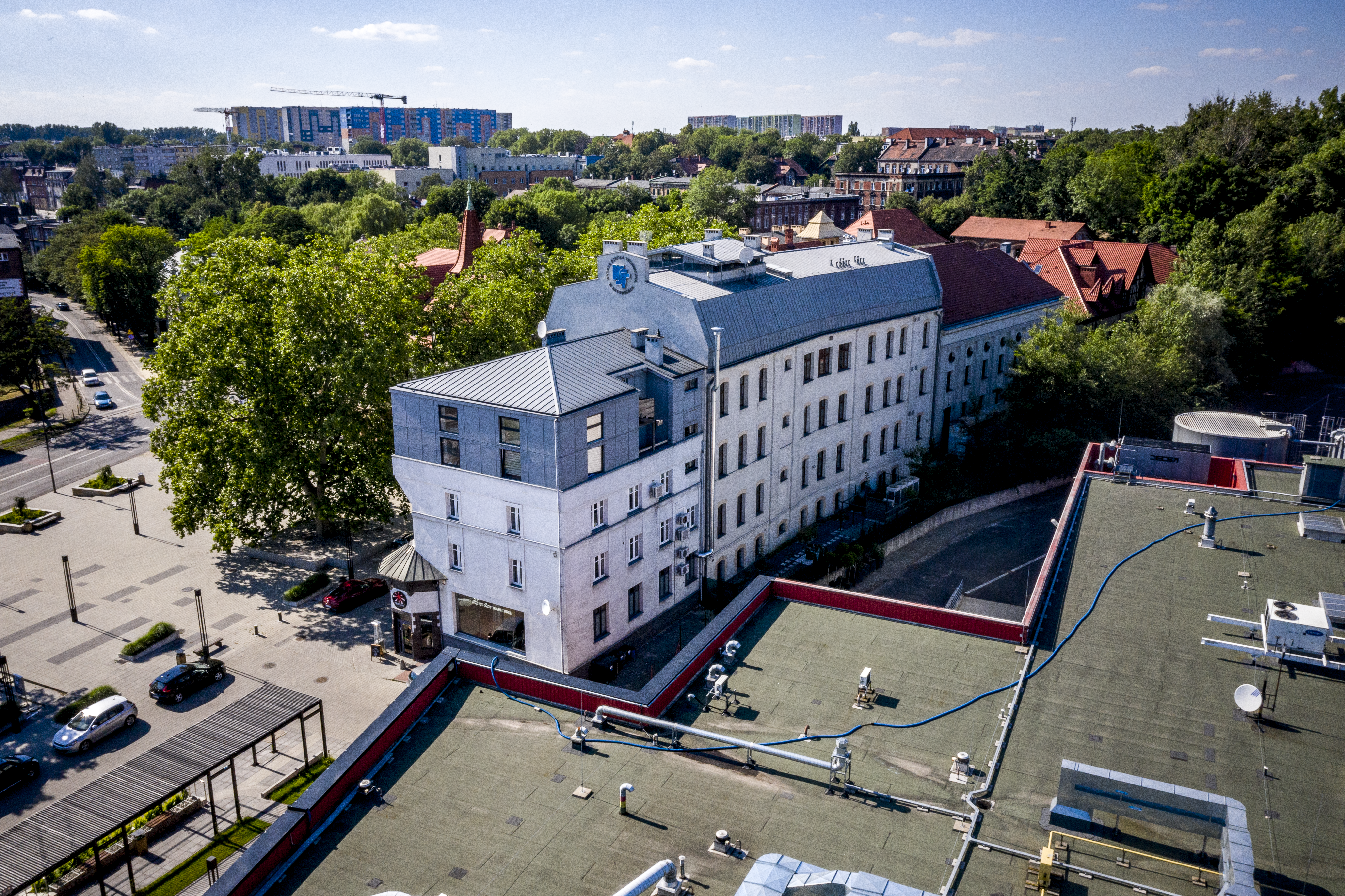
Wydział Nauk Medycznych im. prof. Zbigniewa Religi w Zabrzu

W 2018 został powołany Wydział Nauk Medycznych oferujący kształcenie na kierunkach Pielęgniarstwo, Kierunek lekarski, Ratownictwo medyczne oraz Fizjoterapia.
W 2024 uruchomiony został  Wydział Nauk Społecznych i Humanistycznych wraz z kierunkiem Zarządzanie.

## Kształcenie
Uczelnia daje możliwość kształcenia na dwunastu kierunkach prowadzonych w ramach trzech wydziałów:
- Wydział Architektury, Budownictwa i Sztuk Stosowanych:
  - Informatyka[6]
  - Architektura wnętrz[7]
  - Architektura[8]
  - Gospodarka przestrzenna[9]
  - Budownictwo[10]
  - Wzornictwo[11] – Projektowanie ubioru i biżuterii
  - Grafika[12]
  - Mechatronika[13]
- Wydział Nauk Medycznych im. prof. Zbigniewa Religi:
  - Kierunek lekarski[14]
  - Pielęgniarstwo[15]
  - Ratownictwo medyczne[16]
  - Fizjoterapia
- Wydział Nauk Społecznych i Humanistycznych:

- Zarządzanie

Szkoła oferuje również szeroki wybór studiów podyplomowych, studiów MBA, kursów oraz szkoleń.

## Rektorzy
- prof. zw. dr inż. arch. Stanisław Tomaszek (30 grudnia 2003 – 30 września 2009)
- dr inż. arch. Andrzej Grzybowski, prof. WST (1 października 2009 – 1 marca 2019)
- dr inż. Piotr Litwa (1 marca 2019 – 30 września 2019)[19]
- dr Aleksander Ostenda, prof. AŚ (1 października 2019 – obecnie)[19]

## Władze uczelni
- Kanclerz/Założyciel: mgr inż. arch. Arkadiusz Hołda[19]
- Rektor: dr Aleksander Ostenda, prof. AŚ[19]
- Prorektor: dr Małgorzata Mańka-Szulik
- Prorektor ds. współpracy z ośrodkami medycznymi: dr n. med. i n. o zdr. Magdalena Wierzbik-Strońska, MBA[19]
- Prorektor ds. medycznych: prof. zw. dr hab. n. med. Andrzej Bochenek[19]
- Prorektor ds. kształcenia: mgr Agnieszka Szostak
- Dziekan Wydziału Architektury, Budownictwa i Sztuk Stosowanych: dr inż. arch. Jakub Świerzawski[19]
- Dziekan Wydziału Nauk Medycznych: dr n. med. Grzegorz Religa[19]
- Prodziekan ds. kształcenia Wydziału Architektury, Budownictwa i Sztuk Stosowanych: mgr Aldona Kania[19]
- Prodziekan ds. jakości kształcenia Wydziału Architektury, Budownictwa i Sztuk Stosowanych: dr inż. Katarzyna Łuczak[19]
- Prodziekan ds. Nauki Wydziału Architektury, Budownictwa i Sztuk Stosowanych: dr inż. arch. dr inż. Łukasz Walusiak
- Prodziekan ds. pielęgniarstwa Wydziału Nauk Medycznych: dr n. o zdr. Ewa Mazur[19]

## Organizacje studenckie
- Samorząd Studencki[20]
- Akademicki Związek Sportowy AŚ[21]
- Koła naukowe[22]:
  - Koło Studentów Architektury
  - Studenckie Koło Naukowe Malarstwa
  - Studenckie Koło Naukowo-Graficzne
  - Studenckie Koło Naukowe Budownictwa
  - Studenckie Koło Naukowe „Mechatronik”
  - Studenckie Koło Naukowe – Sekcja Fotograficzna
  - Studenckie Koło Naukowe – Mes W Budownictwie
  - Studenckie Koło Artystyczno-Naukowe
  - Studenckie Koło Anatomiczne
  - Studenckie Interdyscyplinarne Koło Naukowe Ratownictwa Medycznego/Medycyny Ratunkowej „Ratownik”
  - Studenckie Interdyscyplinarne Koło Naukowe Działające Przy Katedrze Histologii, Cytofizjologii I Embriologii (IHCE)
  - Studenckie Koło Naukowe Patomorfolgii
  - Studenckie Koło Naukowe Ortopedii I Traumatologii Narządu Ruchu
  - Studenckie Koło Naukowe Katedry I Kliniki Propedeutyki Chorób Wewnęrznych „Medicinae Legatum”
  - Studenckie Koło Naukowe Transplantologii, Prawa Medycznego I Bioetyki „Heart Court”
  - Studenckie Koło Naukowe Pielęgniarstwa
  - Studenckie Koło Naukowe Pediatrii
  - Studenckie Koło Naukowe Kardiochirurgii
  - Studenckie Koło Naukowe Geriatrii
  - Studenckie Koło Naukowe Diagnostyki Laboratoryjnej

## Uczelnia w rankingach
- I Miejsce na Śląsku w kategorii INNOWACYJNOŚĆ – Ranking Niepublicznych Uczelni Magisterskich „PERSPEKTYWY 2015”[23]
- II Miejsce na Śląsku w kategorii INNOWACYJNOŚĆ – Ranking Niepublicznych Uczelni Magisterskich „PERSPEKTYWY 2014”[24]
- V Miejsce na Śląsku – Ranking Niepublicznych Uczelni Magisterskich „PERSPEKTYWY 2015”[23]
- III Miejsce na Śląsku – Ranking Niepublicznych Uczelni Magisterskich „PERSPEKTYWY 2019”[25]
- XII Miejsce w Polsce – Ranking Niepublicznych Uczelni Magisterskich „PERSPEKTYWY 2019”[26]
- I Miejsce na Śląsku – Ranking Niepublicznych Uczelni Magisterskich „PERSPEKTYWY 2023”[27]

## Współpraca międzynarodowa
Współpraca z uczelniami zagranicznymi w ramach programu Erasmus
| PAŃSTWO   | UNIWERSYTET                                                                          | KIERUNEK STUDIÓW                                    |
| --------- | ------------------------------------------------------------------------------------ | --------------------------------------------------- |
| Cypr      | European Universtiy Cyprus                                                           | Medycyna                                            |
| Czechy    | Vysoka Skola Technicka A Ekonomicka V Ceskych Budejovicich                           | Budownictwo, Technologia informacyjna, Mechatronika |
| Czechy    | Univerzita V Liberci                                                                 | Wzornictwo, Mechatronika                            |
| Niemcy    | Technische Hochschule Deggendorf                                                     | Mechatronika, Budownictwo                           |
| Niemcy    | Technische Hochschule Mittelhessen                                                   | Architektura, Mechatronika, Budownictwo             |
| Niemcy    | Johannes Gutenberg-Universität Mainz                                                 | Medycyna                                            |
| Niemcy    | Technische Hochschule Nürnberg Georg Simon Ohm                                       | Architektura                                        |
| Węgry     | Budapest University Of Technology And Economics                                      | Architektura, Technologia informacyjna              |
| Węgry     | University Of Szeged                                                                 | Medycyna                                            |
| Włochy    | Universita’ Degli Studi Di Napoli Federico II                                        | Medycyna                                            |
| Włochy    | Unicamillus – Saint Camillus International University Of Health And Medical Sciences | Medycyna                                            |
| Litwa     | Vilniaus Kolegija/University Of Applied Sciences                                     | Wzornictwo                                          |
| Litwa     | Vilnius College Of Technologies And Design                                           | Budownictwo, Grafika, Mechatronika, Wzornictwo      |
| Łotwa     | Rīga Stradiņš University                                                             | Medycyna                                            |
| Słowacja  | Slovenska Technicka Univerzita V Bratislave                                          | Architektura Wnętrz                                 |
| Słowacja  | Comenius University In Bratislava                                                    | Medycyna                                            |
| Słowacja  | Presovska Univerzita V Presove                                                       | Pielęgniarstwo                                      |
| Słowacja  | Trnavska Univerzita V Trnavie                                                        | Pielęgniarstwo                                      |
| Słowacja  | Zilinska Univerzita V Ziline                                                         | Budownictwo                                         |
| Hiszpania | Escuela De Arte Leon Ortega, Huelva                                                  | Grafika                                             |
| Hiszpania | Universidad De Sevilla                                                               | Architektura                                        |
| Hiszpania | Escuela De Arte De Sevilla                                                           | Architektura Wnętrz, Grafika                        |
| Turcja    | Mimar Sinan Fine Arts University                                                     | Wzornictwo                                          |
| Turcja    | Ozyegin Universitesi                                                                 | Architektura, Wzornictwo                            |

Współpraca z uczelniami zagranicznymi w ramach umów dwustronnych
- Deutsche Stiftung Denkmalschutz – Niemcy[28]
- Hochschule für Technik und Wirtschaft – Niemcy[28]
- Lviv Commercial Academy – Ukraina[28]
- National University – Lviv Polytechnic – Ukraina[28]
- Berdyansk State Pedagogical University – Ukraina[28]
- Lutsk National Technical University – Ukraina[28]
- West Liberty University – USA[28]
- Vilnius College of Technologies and Design – Litwa[28]